# Victoria Smurfit
Victoria Smurfit (Dublín, 31 de març de 1974) és una actriu irlandesa.

## Biografia
Victoria Smurfit pertany a una de les famílies més riques d'Irlanda. La família, liderada per l'oncle de la Victoria, Michael Smurfit, sponsors d'un enorme nombre d'esdeveniments esportius incloent l'Smurfit European Open i la Champion Hurdle. La família és a més associada amb la Smurfit Business School al University College Dublin (UCD). Va ser educada en dos escoles anglicanes.

## Filmografia
| Any  | Títol                       | Paper                | Notes                      |
| ---- | --------------------------- | -------------------- | -------------------------- |
| 1997 | Ivanhoe                     | Rowena               | Sèrie de televisió         |
| 1998 | Berkeley Square             | Hannah Randall       | Sèrie de televisió         |
| 1998 | Ballykissangel              | Orla O'Connell       | 2 temporades               |
| 2000 | The Wedding Tackle          | Clodagh              |                            |
| 2000 | The Beach                   | Weather girl         |                            |
| 2000 | North Square                | Dr. Helen Ferryhough | 10 episodis                |
| 2000 | Cold Feet                   | Jane Fitzpatrick     | Paper recurrent            |
| 2002 | About a Boy                 | Suzie                |                            |
| 2003 | El monjo (Bulletproof Monk) | Nina                 |                            |
| 2003 | Trial & Retribution         | Roisin Connor        | 2003–2009                  |
| 2006 | The Shell Seekers           | Olivia Keeling       | Minisèrie                  |
| 2009 | The Clinic                  | Dr. Edel Swift       |                            |
| 2011 | Agatha Christie's Marple    | Ella Blunt           | 1 episodi                  |
| 2013 | Dracula                     | Lady Jayne Wetherby  | Sèrie de televisió         |
| 2014 | The Mentalist               | Monica Giraldi       | Sèrie de televisió         |
| 2014 | Once Upon a Time            | Cruella de Vil       | Paper recurrent, 2014-2015 |
| 2021 | Bloodlands                  | Olivia               | Sèrie de televisió         |